# Акриламид
Акрилами́д (2-пропенамид) CH₂=CHC(O)NH₂ — амид акриловой кислоты, мономер, применяемый в основном в многотоннажном производстве важных полимеров, имеющих общее название полиакриламиды.
Представляет собой бесцветные кристаллы с т. пл. 84,5°С, т. кип. 215°С, плотностью 1,122 г/см3. Растворяется в воде, этаноле, ацетоне. Мало растворим в бензоле. Слабо амфотерен. Пожароопасен и взрывоопасен. Токсичен — поражает нервную систему, печень и почки: ЛД50 составляет 149 мг/кг (крысы, перорально); ПДК 0,3 мг/м3. Раздражает слизистые оболочки, канцероген.
В жареных или запечённых продуктах, а также выпечке акриламид может образовываться в реакции между аспарагином и сахарами (фруктоза, глюкоза, и т.д.) при температурах выше 180 °C (по другим данным — выше 120 °C). Исследования обнаружили акриламид в черных оливках, сушеных сливах, арахисе, жареном картофеле, кофе. 
Полимеризуется с образованием полиакриламида. Сополимеризуется с другими мономерами — стиролом, винилиденхлоридом и др.
Вступает в реакции, характерные для алифатических амидов карбоновых кислот. Легко присоединяет по двойной связи амины, спирты, кетоны и др.
В промышленности получают гидролизом акрилонитрила, в лаборатории — из акрилоилхлорида или акрилового ангидрида и аммиака.